# 普加奇夫卡 (科羅斯堅區)
50°52′7″N 28°24′0″E / 50.86861°N 28.40000°E
普加奇夫卡（烏克蘭語：Пугачівка），是烏克蘭的村落，位於該國北部日托米爾州，由科羅斯堅區負責管轄，始建於1818年，面積1.52平方公里，海拔高度187米，2001年人口193，人口密度每平方公里127.31人。